# 莫斯布伦
莫斯布伦是奥地利下奥地利州维也纳城郊县的一个市镇。总面积16.91平方公里，总人口1537人，人口密度90.9人/平方公里（2005年）。